# Коммунистическая партия Палестины
Коммунистическая партия Палестины (идиш פאלעסטינישע קומוניסטישע פארטיי‎, араб. الحزب الشيوعي الفلسطيني‎) — политическая партия, существовавшая в Палестине в 1922—1923 годах. Возникла в результате раскола в «Поалей Цион» на Еврейскую коммунистическую партию и непосредственно на Коммунистическую партию Палестины. Основное различие между двумя сторонами раскола заключалось в отношении к сионизму.
Коммунистическая партия Палестины осуждала сионизм, в то время как Палестинская коммунистическая партия поддерживала «палестинизм» — идею сосредоточения еврейских рабочих на территории Израиля, — и, следовательно, сохраняла открытость к определенному сотрудничеству с сионистами. Коммунистическая партия Палестины выступала против сионистских поселений в Палестине. В 1923 году КПП и ПКП слились, образовав Палестинскую коммунистическую партию.